# Ергіш
Ергіш (нім. Ergisch) — громада  в Швейцарії в кантоні Вале, округ Лойк.

## Географія
Громада розташована на відстані близько 80 км на південь від Берна, 28 км на схід від Сьйона.
Ергіш має площу 29,5 км², з яких на 0,9% дозволяється будівництво (житлове та будівництво доріг), 21,4% використовуються в сільськогосподарських цілях, 39,4% зайнято лісами, 38,3% не є продуктивними (річки, льодовики або гори).

## Демографія
2019 року в громаді мешкало 179 осіб (-4,8% порівняно з 2010 роком), іноземців було 2,8%. Густота населення становила 6 осіб/км².
За віковим діапазоном населення розподілялося таким чином: 12,3% — особи молодші 20 років, 59,8% — особи у віці 20—64 років, 27,9% — особи у віці 65 років та старші. Було 79 помешкань (у середньому 2,2 особи в помешканні).